# Canicattì
Canicattì (prononcé : [kanikatˈti]) est une ville italienne d'environ 34 000 habitants, située dans la province d'Agrigente en Sicile.

## Toponymie
Caniattì en sicilien.

## Administration
| Période                                  | Période  | Identité       | Étiquette       | Qualité |
| ---------------------------------------- | -------- | -------------- | --------------- | ------- |
| 27 juin 2006                             | En cours | Vincenzo Corbo | Centro-Sinistra |         |
| Les données manquantes sont à compléter. |          |                |                 |         |

### Communes limitrophes
Caltanissetta, Castrofilippo, Delia, Montedoro, Naro, Racalmuto, Serradifalco

## Personnalités
- Domenico Cigna (1878-1946), juriste, homme politique et journaliste ;
- Angelo Brucculeri (1879-1969), écrivain, journaliste, essayiste ;
- Gioacchino La Lomia (1831-1905), frère capucin, missionnaire et prédicateur ;
- Vincenzo Macaluso (1824-1892), avocat, journaliste, homme politique et patriote du Risorgimento ;
- Ben Gazzara (1930-2012), acteur américain né à New-York. Ses parents sont originaires de cette ville ;
- Rosario Livatino (1952-1990), juge assassiné, connu pour son combat contre la Cosa nostra, béatifié par l'Église catholique.